# Cagliari Calcio 1978-1979
Questa voce raccoglie le informazioni riguardanti il Cagliari Calcio nelle competizioni ufficiali della stagione 1978-1979.

## Stagione
In questa stagione il Cagliari parte con un grande desiderio di riscatto; dopo due esperienze parziali sulla panchina dei sardi viene confermato Mario Tiddia.
Il campionato ha un prologo foriero di sensazioni positive: la vittoria del settimo girone di qualificazione della Coppa Italia e con il passaggio ai quarti della manifestazione. 
Anche il campionato parte con il piede giusto: al termine del girone di andata il Cagliari è al secondo posto avendo raccolto 28 punti. Poi, nel girone di ritorno, c'è un calo di rendimento che però non compromette il mantenimento del secondo posto finale. Questo per i sardi vuol dire comunque il ritorno in Serie A.
Nella Coppa Italia i sardi eliminano Roma, Ascoli, Ternana e Varese, poi, nei quarti di finale, si fanno sorprendere nel doppio confronto dal Catanzaro.
Il bomber stagionale è sempre Luigi Piras, autore di 11 reti. Tra i migliori si mette in evidenza il fortissimo portiere Roberto Corti, che dà un apporto determinante alla squadra. Il trentatreenne ma ancora validissimo Mario Brugnera si trasforma da centrocampista in libero di manovra offrendo sempre grandi prestazioni. È sorprendente Giuseppe Bellini, ala velocissima che mette a segno addirittura 8 gol. In attacco va forte anche il centravanti Emanuele Gattelli che sigla 7 reti.

## Rosa
| N. |                   | Ruolo | Calciatore         |
| -- | ----------------- | ----- | ------------------ |
|    | Italia (bandiera) | P     | Roberto Corti      |
|    | Italia (bandiera) | P     | Enzo Bravi         |
|    | Italia (bandiera) | P     | Giorgio Melis      |
|    | Italia (bandiera) | P     | Enrico Piras       |
|    | Italia (bandiera) | D     | Mario Brugnera     |
|    | Italia (bandiera) | D     | Francesco Ciampoli |
|    | Italia (bandiera) | D     | Oreste Lamagni     |
|    | Italia (bandiera) | D     | Roberto Canestrari |
|    | Italia (bandiera) | D     | Renato Roffi       |
|    | Italia (bandiera) | D     | Silvio Longobucco  |
|    | Italia (bandiera) | D     | Luigi Natale       |

| N. |                   | Ruolo | Calciatore           |
| -- | ----------------- | ----- | -------------------- |
|    | Italia (bandiera) | C     | Alberto Marchetti    |
|    | Italia (bandiera) | C     | Giuseppe Bellini     |
|    | Italia (bandiera) | C     | Roberto Quagliozzi   |
|    | Italia (bandiera) | C     | Francesco Casagrande |
|    | Italia (bandiera) | C     | Antonio Ravot        |
|    | Italia (bandiera) | C     | Vito Graziani        |
|    | Italia (bandiera) | A     | Luigi Piras          |
|    | Italia (bandiera) | A     | Alessandro Cristiani |
|    | Italia (bandiera) | A     | Silvano Villa        |
|    | Italia (bandiera) | A     | Emanuele Gattelli    |

## Risultati

### Serie B

#### Girone di andata
| Arbitro: | Lanzetti (Viterbo) |

|                        |           |  |
| Gattelli 58’ Piras 84’ | Marcatori |  |

| Arbitro: | Menegali (Roma) |

|           |           |             |
| Berni 59’ | Marcatori | 80’ Bellini |

| Arbitro: | Lops (Torino) |

|                              |           |            |
| Canestrari 12’ Marchetti 61’ | Marcatori | 80’ Romiti |

| Cesena 15 ottobre 1978 4ª giornata | Cesena           | 0 – 0 | Cagliari | Stadio La Fiorita\| Arbitro: \| Lanese (Messina) \| |
| Arbitro:                           | Lanese (Messina) |       |          |                                                     |

| Arbitro: | Patrussi (Arezzo) |

|                                                       |           |                 |
| Gattelli 37’ Marchetti 48’, 53’ Piras 72’ Bellini 85’ | Marcatori | 78’ Magistrelli |

| Palermo 29 ottobre 1978 6ª giornata | Palermo           | 0 – 0 | Cagliari | Stadio La Favorita\| Arbitro: \| Mattei (Macerata) \| |
| Arbitro:                            | Mattei (Macerata) |       |          |                                                       |

| Arbitro: | Materassi (Firenze) |

|                        |           |  |
| Gattelli 38’ Piras 45’ | Marcatori |  |

| Udine 12 novembre 1978 8ª giornata | Udinese       | 0 – 0 | Cagliari | Stadio Friuli\| Arbitro: \| Longhi (Roma) \| |
| Arbitro:                           | Longhi (Roma) |       |          |                                              |

| Arbitro: | Lattanzi (Roma) |

|           |           |                       |
| Piras 11’ | Marcatori | 41’ (aut.) Casagrande |

| Arbitro: | Casarin (Milano) |

|              |           |           |
| Chiancone 4’ | Marcatori | 87’ Piras |

| Arbitro: | Colasanti (Roma) |

|                          |           |  |
| Bellini 20’ Brugnera 62’ | Marcatori |  |

| Arbitro: | Milan (Treviso) |

|             |           |                          |
| Mazzoni 21’ | Marcatori | 23’ Canestrari 51’ Piras |

| Arbitro: | Benedetti (Roma) |

|               |           |                |
| Gibellini 15’ | Marcatori | 32’ Casagrande |

| Arbitro: | Pieri (Genova) |

|                            |           |  |
| Quagliozzi 25’ Bellini 70’ | Marcatori |  |

| Arbitro: | Terpin (Trieste) |

|  |           |           |
|  | Marcatori | 63’ Piras |

| Arbitro: | Paparesta (Bari) |

|                         |           |  |
| Marchetti 33’ Piras 82’ | Marcatori |  |

| Cagliari 28 gennaio 1979 17ª giornata | Cagliari           | 0 – 0 | Foggia | Stadio Sant'Elia\| Arbitro: \| Reggiani (Bologna) \| |
| Arbitro:                              | Reggiani (Bologna) |       |        |                                                      |

| Genova 4 febbraio 1979 18ª giornata | Sampdoria           | 0 – 0 | Cagliari | Stadio Luigi Ferraris\| Arbitro: \| Lo Bello (Siracusa) \| |
| Arbitro:                            | Lo Bello (Siracusa) |       |          |                                                            |

| Arbitro: | Bergamo (Livorno) |

|                          |           |                        |
| Gattelli 10’ Bellini 64’ | Marcatori | 50’ Guida 71’ Podavini |

#### Girone di ritorno
| Arbitro: | Paparesta (Bari) |

|             |           |  |
| Capuzzo 36’ | Marcatori |  |

| Arbitro: | D'Elia (Salerno) |

|                              |           |             |
| Canestrari 3’ Casagrande 17’ | Marcatori | 14’ Damiani |

| Arbitro: | Milan (Treviso) |

|              |           |           |
| Chimenti 64’ | Marcatori | 53’ Piras |

| Arbitro: | Ciulli (Roma) |

|  |           |                |
|  | Marcatori | 24’ Speggiorin |

| Arbitro: | Terpin (Trieste) |

|                      |           |                |
| Piras 13’ Biondi 78’ | Marcatori | 16’ Casagrande |

| Arbitro: | Ballerini (La Spezia) |

|                        |           |                          |
| Brugnera 81’ Piras 85’ | Marcatori | 52’ Silipo 79’ Magherini |

| Arbitro: | Casarin (Milano) |

|                                  |           |                                           |
| Manzin 45’ (rig.) Pellegrini 47’ | Marcatori | 8’ (rig.) Brugnera 55’ (aut.) Petruzzelli |

| Arbitro: | Lo Bello (Siracusa) |

|             |           |  |
| Bellini 71’ | Marcatori |  |

| Pescara 14 aprile 1979 28ª giornata | Pescara         | 0 – 0 | Cagliari | Stadio Adriatico\| Arbitro: \| Menegali (Roma) \| |
| Arbitro:                            | Menegali (Roma) |       |          |                                                   |

| Arbitro: | Mascia (Milano) |

|               |           |  |
| Casagrande 7’ | Marcatori |  |

| Taranto 29 aprile 1979 30ª giornata | Taranto           | 0 – 0 | Cagliari | Stadio Erasmo Iacovone\| Arbitro: \| Mattei (Macerata) \| |
| Arbitro:                            | Mattei (Macerata) |       |          |                                                           |

| Arbitro: | Facchin (Udine) |

|              |           |  |
| Gattelli 45’ | Marcatori |  |

| Cagliari 13 maggio 1979 32ª giornata | Cagliari         | 0 – 0 | SPAL | Stadio Sant'Elia\| Arbitro: \| Paparesta (Bari) \| |
| Arbitro:                             | Paparesta (Bari) |       |      |                                                    |

| Arbitro: | Menegali (Roma) |

|             |           |           |
| De Rosa 38’ | Marcatori | 45’ Roffi |

| Arbitro: | Barbaresco (Cormons) |

|  |           |          |
|  | Marcatori | 3’ Penzo |

| Arbitro: | Mattei (Macerata) |

|  |           |                        |
|  | Marcatori | 22’ Ciampoli 59’ Piras |

| Arbitro: | Michelotti (Parma) |

|  |           |                            |
|  | Marcatori | 29’ Bellini 83’ Longobucco |

| Arbitro: | Lattanzi (Roma) |

|                              |           |  |
| Gattelli 6’, 24’ Bellini 41’ | Marcatori |  |

| Arbitro: | Pairetto (Torino) |

|                                       |           |                |
| Grop 35’ Iachini 63’ (rig.) Mutti 90’ | Marcatori | 76’ Quagliozzi |

### Coppa Italia

#### Primo turno
| Terni 27 agosto 1978 1ª giornata | Ternana          | 0 – 0 | Cagliari | Stadio Libero Liberati\| Arbitro: \| Colasanti (Roma) \| |
| Arbitro:                         | Colasanti (Roma) |       |          |                                                          |

| Arbitro: | Patrussi (Arezzo) |

|             |           |           |
| Bellotto 4’ | Marcatori | 42’ Piras |

| Arbitro: | Agate (Torino) |

|                         |           |             |
| Marchetti 39’ Ravot 81’ | Marcatori | 45’ Vailati |

| Arbitro: | D'Elia (Salerno) |

|                                         |           |            |
| Quagliozzi 1’ Brugnera 22’ Gattelli 82’ | Marcatori | 36’ Pruzzo |

#### Quarti di finale
| Arbitro: | Milan (Treviso) |

|                       |           |                         |
| Piras 21’ Bellini 51’ | Marcatori | 24’ Palanca 62’ Improta |

| Arbitro: | Redini (Pisa) |

|             |           |  |
| Palanca 49’ | Marcatori |  |

## Statistiche

### Statistiche di squadra
| Competizione | Punti | In casa | In casa | In casa | In casa | In casa | In casa | In trasferta | In trasferta | In trasferta | In trasferta | In trasferta | In trasferta | Totale | Totale | Totale | Totale | Totale | Totale | DR  |
| Competizione | Punti | G       | V       | N       | P       | Gf      | Gs      | G            | V            | N            | P            | Gf           | Gs           | G      | V      | N      | P      | Gf     | Gs     | DR  |
| ------------ | ----- | ------- | ------- | ------- | ------- | ------- | ------- | ------------ | ------------ | ------------ | ------------ | ------------ | ------------ | ------ | ------ | ------ | ------ | ------ | ------ | --- |
| Serie B      | 49    | 19      | 12      | 5       | 2       | 30      | 10      | 19           | 4            | 12           | 3            | 16           | 14           | 38     | 16     | 17     | 5      | 46     | 24     | +22 |
| Coppa Italia | .     | .       | .       | .       | .       | .       | ..      | ..           | .            | .            | .            | ..           | ..           | .      | .      | .      | .      | ..     | ..     | -.. |
| Totale       |       | .       | .       | .       | .       | .       | ..      | ..           | .            | .            | .            | ..           | ..           | .      | .      | .      | .      | ..     | ..     | -.. |

### Statistiche dei giocatori
Fonte:
| Giocatore     | Serie B  | Serie B | Serie B     | Serie B    | Coppa Italia | Coppa Italia | Coppa Italia | Coppa Italia | Totale   | Totale | Totale      | Totale     |
| Giocatore     | Presenze | Reti    | Ammonizioni | Espulsioni | Presenze     | Reti         | Ammonizioni  | Espulsioni   | Presenze | Reti   | Ammonizioni | Espulsioni |
| ------------- | -------- | ------- | ----------- | ---------- | ------------ | ------------ | ------------ | ------------ | -------- | ------ | ----------- | ---------- |
| G. Bellini    | 37       | 8       | ?           | ?          | ?            | ?            | ?            | ?            | 37+      | 8+     | ?           | ?          |
| E. Bravi      | 3        | -3      | ?           | ?          | ?            | ?            | ?            | ?            | 3+       | -3+    | ?           | ?          |
| M. Brugnera   | 36       | 3       | ?           | ?          | ?            | ?            | ?            | ?            | 36+      | 3+     | ?           | ?          |
| R. Canestrari | 34       | 3       | ?           | ?          | ?            | ?            | ?            | ?            | 34+      | 3+     | ?           | ?          |
| F. Casagrande | 33       | 4       | ?           | ?          | ?            | ?            | ?            | ?            | 33+      | 4+     | ?           | ?          |
| F. Ciampoli   | 17       | 1       | ?           | ?          | ?            | ?            | ?            | ?            | 17+      | 1+     | ?           | ?          |
| R. Corti      | 37       | -21     | ?           | ?          | ?            | ?            | ?            | ?            | 37+      | -21+   | ?           | ?          |
| E. Gattelli   | 36       | 7       | ?           | ?          | ?            | ?            | ?            | ?            | 36+      | 7+     | ?           | ?          |
| V. Graziani   | 25       | 0       | ?           | ?          | ?            | ?            | ?            | ?            | 25+      | 0+     | ?           | ?          |
| O. Lamagni    | 34       | 0       | ?           | ?          | ?            | ?            | ?            | ?            | 34+      | 0+     | ?           | ?          |
| S. Longobucco | 33       | 1       | ?           | ?          | ?            | ?            | ?            | ?            | 33+      | 1+     | ?           | ?          |
| A. Marchetti  | 37       | 4       | ?           | ?          | ?            | ?            | ?            | ?            | 37+      | 4+     | ?           | ?          |
| L. Natale     | 1        | 0       | ?           | ?          | ?            | ?            | ?            | ?            | 1+       | 0+     | ?           | ?          |
| L. Piras      | 38       | 11      | ?           | ?          | ?            | ?            | ?            | ?            | 38+      | 11+    | ?           | ?          |
| R. Quagliozzi | 24       | 2       | ?           | ?          | ?            | ?            | ?            | ?            | 24+      | 2+     | ?           | ?          |
| A. Ravot      | 13       | 0       | ?           | ?          | ?            | ?            | ?            | ?            | 13+      | 0+     | ?           | ?          |
| R. Roffi      | 14       | 1       | ?           | ?          | ?            | ?            | ?            | ?            | 14+      | 1+     | ?           | ?          |